# 卡萊爾 (阿肯色州)
卡萊爾（英語：Carlisle）是一個位於美國阿肯色州洛諾克縣的城市。

## 地理
卡萊爾的座標為34°47′10″N 91°44′41″W / 34.78611°N 91.74472°W，而該地的平均海拔高度為70米（即230英尺）。

## 人口
根據2020年美國人口普查的數據，卡萊爾的面積為12.60平方千米，當中陸地面積為12.55平方千米，而水域面積為0.05平方千米。當地共有人口2033人，而人口密度為每平方千米161人。